# FUJI BIKES
FUJI BIKES（フジバイクス）は、日本で誕生し100年以上の歴史を持つ、現在はアメリカのアドバンス・スポーツ（Advanced Sports, Inc. ）の自転車ブランドである。日本ではかつての名称「日米富士自転車株式会社」で知られている。

## 沿革
- 1899年11月 - 創業者岡崎久次郎が日米商店と号し東京府京橋区竹河岸（現在の東京都中央区京橋3丁目5番）にて米国製懐中電灯の輸入販売を始める。取扱い品目は探検電灯、医療電灯、机上電灯、手提用・自転車用電灯、盗難予報機など。売捌所を京橋区南金六町7番地（現在の東京都中央区銀座8丁目9番15号）の宇都宮回漕店内、および横浜市相生町（現在の同市中区尾上町）の井桁屋に設置。
- 1903年 - 販売の主力を自転車とカメラにおく。自転車の取扱い品目をウルフアメリカン、スタンホード、スターリングに拡大。スターリング車の特約店を各地に設置。
- 1904年3月 - 本店を銀座3丁目9番地（現在の松屋の角）に移転。
- 1904年11月 - 東京バイシクル秋季大会でスターリング乗車の久保田が三回連続優勝。
- 1906年1月 - 店主がイギリスに渡り、ラーヂ自転車の直輸入契約締結。
- 1906年6月 - 九州日日新聞主催「九州一周千マイルレース」でスターリング乗車の吉井が優勝。
- 1906年12月 - 店舗を銀座2丁目1番地に移転、倉庫を三十間堀一丁目（現在の銀座4丁目）に設置。
- 1928年6月 - 従来の商標「ラーヂ」を「富士」に改称。
- 1951年3月 - ニューデリーで開催された第1回アジア競技大会に「冨士レーサー」を使用した杉原が1000メートルタイムレースで優勝。株式上場。店頭売買開始。
- 1951年8月 - 商号を日米富士自転車株式会社と改称。通販部を分離独立、旧称号「株式会社日米商店」を用いる。樽見岩雄が冨士フェザー号で富士登山に成功。
- 1951年12月 - 競輪用タンデムを発売。
- 1961年5月 - 「富士ダンディ」発売。
- 1968年4月 - 「富士フラッシャーシリーズ」「富士ジョッキーシリーズ」発売。
- 1971年 - 富士アメリカ（Fuji America ）を設立、輸出台数を拡大。
- 1971年3月 - ニューヨークで開催のインターナショナル・バイシクルショーにフジ・ニューエスト・ファイネスト等のスポーツ車出品。
- 1972年 - 「Fuji」ブランド輸出開始。
- 1973年6月 - 「富士カルダン」発売。
- 1974年 - 全米コンシューマーレポートランキングで1位獲得。
- 1976年 - 全米コンシューマーレポートランキングで1位獲得。
- 1977年5月 - 「第1回フジサイクル・グランプリ・ロードレース大会」を開催。
- 1980年 - 全米コンシューマーレポートランキングで1位獲得。
- 1980年11月 - 米誌「コンシューマー・レポート」の自転車テストでロードレーサー「S12S」が1位獲得。
- 1980年代 - ロードレーサーやランドナー、スポルティーフなどのオンロード車には「Olympic」、MTBには「Mount Fuji」のブランドを冠して展開していたほか、ジーンズブランドであるラングラーとのコラボレーションモデルもリリースしていた。
- 1987年 - オリンピックのゴールドメダリストであるマーク・ゴルスキーをレーシングチームに迎え入れ、多数のレースで勝利を量産。また当時、宇宙工学の分野で新素材として注目されていたチタンで自転車のフレームを世に出した最初のメーカーの一つでもあり、同時に29インチオーバーサイズタイヤで高性能シティサイクルの開発にも早々と着手。
- 1996年11月 - かねてより関係の深かった株式会社東食に吸収合併。
- 1997年12月 - 東食が会社更生法の適用を申請し倒産。その後、東食は穀物商社のカーギル傘下で再建、自転車部門はアドバンス・スポーツ（Advanced Sports, Inc. ）に引き継がれた。
- 1999年 - Fuji Team Issueを駆るThe Mercury Professional Cycling Teamがレースにおいて70以上の勝利を獲得。アメリカで最速のチームとなり、四年連続で『VeloNews誌』のteam of the yearを受賞。
- 2001年 - FUJIは経営方針を変更し、量販店から自転車専門販売店へと販売チャンネルをシフト。ヨーロッパのマーケティング・販売会社と契約することにより、取扱いを16カ国へ拡大。
- 2003年 - Diamondシリーズがフォーバーリンケージ・デュアルサスペンションを採用。
- 2003年 - Fuji Roubaixの女性モデルがBicycling Magazine誌の編集者賞を受賞。
- 2004年 - FUJI初のフルカーボンフレームでJudith Arndtがイタリア、ヴェローナにてワールドチャンピオンを獲得。
- 2005年 - 株式会社アキボウがFUJI日本総代理店として取扱い開始。